# Basilica di San Pio X
La basilica di San Pio X (in francese: basilique Saint-Pie X), anche conosciuta anche con il nome di basilica sotterranea, è una chiesa di Lourdes, situata all'interno del santuario di Nostra Signora di Lourdes. Consacrata nel 1958, appartiene alla diocesi di Tarbes e Lourdes; ha la dignità di basilica minore.

## Storia
Con l'avvicinarsi dei festeggiamenti per il centenario delle apparizioni della Vergine Maria cui avrebbe assistito Bernadette Soubirous e in previsione dei numerosi pellegrini che in tale ricorrenza sarebbero accorsi a Lourdes, si decise di costruire una grande chiesa che potesse accogliere un consistente numero di persone, viste anche le dimensioni ridotte delle due già esistenti. Il progetto fu opera dell'architetto Pierre Vago, coadiuvato dall'ingegnere Eugène Freyssinet: si trattava di una struttura completamente sotterranea, costruita al di sotto del letto del fiume Gave de Pau, fattore che complicò notevolmente i lavori di realizzazione. Terminata nel 1957, la basilica fu solennemente consacrata il 25 marzo 1958 dall'allora cardinale Angelo Roncalli, che era stato in passato nunzio apostolico in Francia e che sarebbe divenuto, sette mesi più tardi, papa Giovanni XXIII. Nel corso degli anni non ha subito grossi lavori di rifacimento, anche perché non presenta opere decorative o architettoniche di rilievo: unico elemento degno di nota il rifacimento dell'impianto elettrico nell'inverno 2006-2007. La basilica riportò danni in seguito alle esondazioni del fiume Gave de Pau nell'ottobre 2012 e nel giugno 2013: in quest'ultimo caso fu semisommersa da quasi due metri di acqua e fango: riaprì al culto all'inizio di agosto dello stesso 2013.

## Descrizione

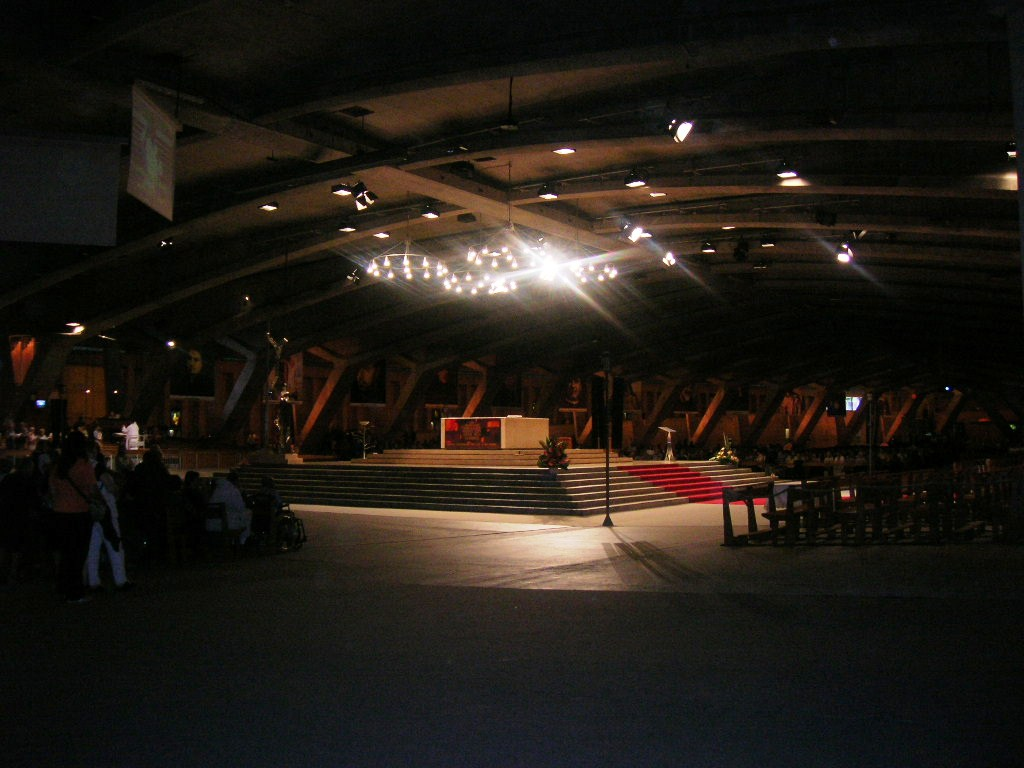
L'altare maggiore

La basilica si presenta con un'unica grande navata alla quale si accede tramite quattro rampe laterali: tale navata è ovale, ha una lunghezza di 191 metri per una larghezza di 61 e degrada dolcemente verso l'alto dal centro dove è situato l'altare maggiore, posto su una piattaforma rialzata; l'altezza del soffitto è molto ridotta, soltanto 10 metri ed è sostenuto da 58 pilastri in cemento da cui partono 29 travi, dando l'impressione di una nave rovesciata. Lo spazio ottenuto utilizzando questa struttura è di 12 000 m², potendo così ospitare fino a 25 000 fedeli, i quali godono di una buona visibilità da ogni parte della navata. All'altezza dell'altare, presso i muri perimetrali, è da una parte installato l'organo, mentre dall'altra una cappella dedicata al Santissimo Sacramento; un altare minore è posto all'estremità della basilica. La chiesa è stilisticamente diversa dalle altre chiese del santuario mariano: non c'è luce naturale e il cemento della costruzione è stato lasciato nudo, senza alcuna decorazione, rendendo l'ambiente abbastanza cupo: le uniche decorazioni sono 52 immagini in gemmail, tecnica che prevede la sovrapposizione di vetri colorati, realizzate da René Margotton nel 1991, raffiguranti le quindici stazioni della Via Crucis, i quindici misteri del Rosario e scene delle apparizioni di Lourdes. Altra decorazione è l'utilizzo di pannelli posti tra un pilastro e l'altro sui quali sono raffigurati volti di santi.
Costruita appositamente per ospitare un gran numero di persone, la chiesa ha comunque diversi problemi pratici: è solitamente fredda con molte correnti d'aria e per tale motivo sono stati installati dei radiatori; la visibilità, anche se è libera nella maggior parte della navata, è difficoltosa per chi siede agli ultimi banchi e per ovviare a questo problemi sono stati installati dei pannelli, sui quali vengono proiettate le immagini della funzione religiosa in svolgimento in quel momento, in diretta, fornendo anche la traduzione in diverse lingue. Un altro problema è rappresentato dall'acustica, che in alcuni punti è confusa e disturbata da echi.
L'organo a canne della basilica venne costruito nel 1969 dalla ditta basca Organería Española e ampliato nel 1995-1997 dalla ditta Pesce, che poi ne ha operato la ricostruzione dopo l'alluvione del giugno 2013; lo strumento è a trasmissione elettrica e ha una consolle indipendente con quattro tastiere e pedaliera.